# Dragon Age: Dawn of the Seeker
Dragon Age: Dawn of the Seeker (яп.: ドラゴンエイジ ブラッドメイジの聖戦, японська назва: Dragon Age: Crusade of the Blood Mage) — японський аніме-фільм, заснований на франшизі Dragon Age, режисером у якому виступив Фуміхіко Сорі. Спродюсований BioWare, EA та аніме-дистриб'ютором Funimation Entertainment і випущений у японських кінотеатрах 11 лютого 2012 року, тоді як англійська версія була випущена на Blu-ray і DVD 29 травня того ж року. Фільм розповідає передісторію Кассандри Пентаґаст, важливого персонажа всесвіту Dragon Age, і те, як вона отримала титул Правої Руки Божественної (англ. Right Hand of the Divine). 

## В ролях
| Японські сейю   | Роль                                            | Англомовні актори |
| --------------- | ----------------------------------------------- | ----------------- |
| Чіякі Куріяма   | Касандра Пентаґаст (англ. Cassandra Pentaghast) | Колін Клінкенберд |
| Шосуке Таніхара | Реґальян Д'Маркал (англ. Regalyan D'Marcall)    | Дж. Майкл Татум   |
| Хіроши Івасакі  | Френік (англ. Frenic)                           | Чак Губер         |
| Кая Мацутані    | Верховна Жриця (англ. Grand Cleric)             | Бріна Паленсія    |
| Тецуо Комура    | Байрон (англ. Byron)                            | Джон Свейсі       |
| Такайа Хаши     | Лорд Шукач (англ. High Seeker)                  | Р. Брюс Еліот     |
| Gackt           | Лицар-командор (англ. Knight Commander)         | Крістофер Сабат   |
| Гара Такашима   | Божественна (англ. Divine)                      | Пем Догерті       |
| Хірумі Сугіно   | Лазарро (англ. Lazarro)                         | Майк МакФарланд   |
| Казуакі Іто     | Перший Чародій (англ. First Enchanter)          | Кенні Грін        |
| Хаджиме Ліджима | Альт (англ. Alte)                               | Джоел МакДональд  |
| Го Шиномія      | Хейді (англ. Haydi)                             | Ієн Сінклер       |
| Ейджи Міяшита   | Ентоні Пентаґаст (англ. Anthony Pentaghast)     | Джон Бургмеєр     |
| Томоко Накамура | Авексіс (англ. Avexis)                          | Моніка Ріал       |
| Юнко Кітаніши   | Превелебна матір (англ. Revered Mother)         | Люсі Крістіан     |

## Розробка
На відміну від розробників відеоігор Dragon Age, анімаційна студія Dawn of the Seeker, могла створювати спеціальні декорації для сцен фільму та зосереджуватися на створенні фонів. Було вирішено зосередити основну увагу на Кассандрі, оскільки це давало «новий погляд» на тільки-но представлені події та групи в основній серії франшизи (прим.пер. — на той момент Dragon Age II). Майк МакФарланд, режисер озвучення фільму, вважає, що персонажа добре сприйняли у Dragon Age II, тому побачити її знову було б добре для шанувальників. Рішення зробити головного протагоніста жінкою, для тодішнього креативного директора Dragon Age Майка Лейдлоу, не було суттєвою проблемою, оскільки сетинг Dragon Age загалом є «гендерно-сліпим», що ставить стать протагоніста на другий план і в першу чергу вимагає від нього/неї бути «крутою».
Дизайн і особистість персонажа відрізняються від відеоігор і засновані на спадщині її сім'ї як клану мисливців на драконів. Сюжет відбувається після того, як Кассандра стала Шукачем, але до того, як вона стала Правою Рукою Божественної. Намагаючись показати її молодість, Funimation подовжили волосся персонажа та оновили її макіяж, щоб надати їй «більш невинного» вигляду. «Кінський хвостик» був обраний через його практичність, оскільки він не заважав би зору під час бою. Окрім її важкої броні, потреба в стелсі призвела до заміни броні на легку. Ранні ескізи вказують, що команда розглядала обидві можливі конструкції цих обладунків. Лейдлоу назвав цю Кассандру «трохи більш емоційно-вибуховою», кимось більш «вразливим» фізично та емоційно, ніж у Dragon Age II.
Актриса Міранда Рейсон, яка озвучувала Кассандру в іграх, не була задіяна в Dawn of the Seeker. Тут її озвучує Чіякі Куріяма та Колін Клінкенберд в англійському дубляжі.

## Відгуки
Dawn of the Seeker отримав неоднозначні відгуки від критиків. Зак Бертчі з Anime News Network назвав її героїв нецікавими, сказавши, що не було жодних причин піклуватися і вболівати за Кассандру, окрім того, що вона «така зухвала, серйозна та у пошуках ворожих дуп, щоб їх надерти». Педро Кортес з Japanator.com так само розкритикував головного персонажа, сказавши, що Кассандра відрізнялася від інших персонажів лише своєю «ненавистю до всього магічного» з її «трагічним минулим», хоча назвав її дизайн «візуально привабливим». Обидва критикували анімацію у фільмі. У позитивній рецензії на фільм, Холлі Еллінгвуд для activeAnime порівняла зовнішність Кассандри з Бо із Lost Girl та похвалила «вираз її очей», сказавши, що героїня «виглядала жорстоким та небезпечним елітним лицарем, яким вона і повинна бути».